# Mine de Blackbird
La mine de Blackbird est une ancienne mine à ciel ouvert de cuivre, d'or et de cobalt située dans l'Idaho dans le comté de Lemhi. La mine a commencé sa production en 1893 et voit celle-ci s'arrêter en 1968. Elle est classée en tant que Superfund.